# Ingeborg Geisendörfer
Ingeborg Geisendörfer, geb. Schaudig, (* 30. Mai 1907 in Dillingen an der Donau; † 25. Juni 2006 in Würzburg) war eine deutsche Politikerin der CSU.

## Leben und Beruf
Geisendörfer, die evangelischen Glaubens war, besuchte bis 1921 das Luisenlyzeum in Dillingen und anschließend die Lehrerinnenbildungsanstalt in München, wo sie 1927 nicht nur das Lehrerinnenexamen, sondern auch das Abitur ablegte. Von 1927 bis 1940 war sie in Neuhardenberg, München und Rosenheim als Lehrerin tätig. Nach ihrer Hochzeit mit dem Pfarrer Robert Geisendörfer, nach dem der Robert-Geisendörfer-Preis benannt ist, 1940 schied sie aus dem Schuldienst aus. Neben ihrer Tätigkeit als Pfarrfrau war sie auch im Evangelischen Presseverband für Bayern aktiv. Sie gehörte dem Bundesvorstand des Deutsch-Evangelischen Frauenbundes an. Später wurde sie Mitglied im Verwaltungsrat des Deutschen Atomforums und 1959 als erste Frau Mitglied der Synode der Evangelisch-lutherischen Kirche in Bayern. Im April 1970 wurde Geisendörfer in die Strafrechtskommission der Evangelischen Kirche in Deutschland berufen. 1988/89 war sie die erste weibliche Präsidentin der Deutschen UNESCO-Kommission, nachdem sie bereits von 1969 bis 1988 deren Vizepräsidentin war.

## Partei
Geisendörfer trat nach 1945 der CSU bei und wurde dort stellvertretende Landesvorsitzende der Frauenarbeitsgemeinschaft und des Evangelischen Arbeitskreises.

## Abgeordnete
Ingeborg Geisendörfer gehörte dem Deutschen Bundestag von 1953 bis 1972 an. Von 1961 bis 1965 war sie stellvertretende Vorsitzende des Bundestagsausschusses für Atomkernenergie und Wasserwirtschaft und von 1965 bis 1969 des Ausschusses für Wissenschaft, Kulturpolitik und Publizistik.
Am 18. Juni 1970 enthielt sie sich bei der Abstimmung über das 26. Gesetz zur Änderung des Grundgesetzes, mit dem das Wahlalter auf 18 Jahre herabgesetzt (Art. 38 GG) und die Zuständigkeit des Bundes beim Hochschulbau herbeigeführt (Art. 91a GG) wurde, entgegen dem Mehrheitsvotum ihrer Fraktion, die der Verfassungsänderung zustimmte. Grund für die Enthaltung war, dass nicht gleichzeitig auch die Volljährigkeitsgrenze von 21 auf 18 Jahre gesenkt wurde. Damit war Ingeborg Geisendörfer die einzige Abgeordnete, die der Grundgesetzänderung ihre Zustimmung verweigerte, weil sie ihr nicht weitgehend genug ging. Drei weitere Abgeordnete von Union und SPD (Linus Memmel, Fritz Kempfler und Klaus-Peter Schulz) enthielten sich, weil sie zwar der Bundeszuständigkeit für den Hochschulbau zustimmten, aber die Absenkung des Wahlalters ablehnten, die FDP-Fraktion stimmte geschlossen für die Verfassungsänderung.
Nach dem gescheiterten Misstrauensvotum gegen Willy Brandt wurde Geisendörfer verdächtigt, entgegen der Linie ihrer Fraktion nicht für Rainer Barzel gestimmt zu haben. Obwohl sie dieses dementierte, führten die Spekulationen dazu, dass sie bei der Bundestagswahl 1972 von der CSU nicht mehr aufgestellt wurde. 1978 erschien in der Presse die Verdächtigung, Geisendörfer habe in einem vorgeblichen „kleinen Kreis“ und später in einer vorgeblichen Antwort an einen Journalisten eingestanden, 1972 nicht für Barzel gestimmt zu haben. Geisendörfer bestritt dies, und relativ schnell – und unter Androhung einer Strafe von 500.000 DM – wurde dem Presseorgan gerichtlich untersagt, die entsprechenden Behauptungen zu wiederholen.
Für ihre Verdienste erhielt Geisendörfer hohe Ehrungen, darunter den Bayerischen Verdienstorden (1962), die Bayerische Verfassungsmedaille in Silber sowie das Große Bundesverdienstkreuz (1986) sowie das Große Bundesverdienstkreuz mit Stern (1987).

## Veröffentlichungen
- Robert Geisendörfer: Für die Freiheit der Publizistik. Stuttgart 1978.